# William Withering
William Withering, född 17 mars 1741 (g.s.) i Wellington, Shropshire, död 6 oktober 1799 i Larches vid Birmingham, var en brittisk botanist och fysiker. Han är bland annat känd för att ha klassificerat växtsläktet fingerborgsblommor (Digitalis). 
Withering blev medicine doktor i Edinburgh och var läkare i Stafford, sedan i Birmingham. Han författade den för sin tid förtjänstfulla floran A botanical arrangement of all the vegetables naturally growing in Great Britain (1776; 8:e upplagan utgavs 1835 av William MacGillivray). Witheriten är uppkallad efter Withering, som i arbetet Chemical experiments on the terra ponderosa 1784 första gången beskrev mineralet. 
Auktorsnamnet With. kan användas för William Withering i samband med ett vetenskapligt namn inom botaniken; se Wikipediaartiklar som länkar till auktorsnamnet.